# 오각별
오각성(五角星) 또는 오각별(五角별), 오망성(五芒星), 펜타그램(Pentagram)은 다각성의 일종으로 5개의 선분이 교차하는 도형이다. 원래는 성스러움을 상징하지만 사타니즘에서는 역오각성이라 하여 별을 뒤집어 사악함을 상징하는 의미가 되기도 한다. 또 원상태의 오각성은 소환과 밀접한 관계가 있기도 하다.
정오각형의 대각선을 이은 모양은 정오각성이라고 한다.

## 분류

간단히 5개 점으로 만들어진 별
5개 점으로 연속으로 그어서 만들어진 별